# Никола Вуядинович
Никола Вуядинович (серб. Nikola Vujadinović, нар. 16 липня 1986, Белград) — чорногорський футболіст, захисник клубу «Лех». Виступав, зокрема, за клуб «Удінезе», а також молодіжну збірну Чорногорії. Чемпіон Болгарії. 
Никола має сербський та болгарський паспорт, його дід Величко належав до болгарської меншини Пірота. На міжнародному рівні захищає кольори національної збірної Чорногорії.

## Клубна кар'єра
Народився 16 липня 1986 року в місті Белград. Вихованець футбольної школи клубу «Црвена Звезда». У дорослому футболі дебютував 2004 року виступами за команду клубу «Рад», в якій провів один сезон, взявши участь у 21 матчі чемпіонату. Напередодні початку сезону 2005 року побував на перегляді спочатку в ОФК Белград, а потім протягом 10 днів — у «Арсеналі». Зрештою у 2005 році перейшов у подгорицьку «Зету», яку згодом залишив через конфлікт з тренерським штабом. Під час зимової перерви сезону 2006/07 років домовлявся про перехід до «Вест-Бромвіч Альбіону», проте англійська футбольна асоціація на дала дозволу на роботу, тому Вуядинович підписав договір з пиротські «Радничком», за який зіграв 14 матчів у другому дивізіоні сербського чемпіонату.
У травні 2007 року Вуядинович перейшов вільним агентом до ЦСКА (Софія), підписавши з клубом 3-річний контракт. У складі болгарського клубу дебютував у єврокубках, 16 серпня 2007 року у кваліфікації Кубку УЄФА проти «Омонії» (Нікосія) з Кіпру. Протягом цих років зіграв 24 матчі та відзначився 1 голом, а також виборов титул чемпіона Болгарії.
У серпні 2008 року «Удінезе» оголосило, що домовилося про перехід чорногорця за 1 мільйон євро. Никола узгодив з клубом 5-річний контракт. Відіграв за команду з Удіне наступні чотири сезони своєї ігрової кар'єри.
У вересні 2009 року «Удінезе» відправило Вуядиновича в оренду до «Унірі» (Алба-Юлія) з Румунії. Разом з командою посів останнє місце у вищому дивізіоні чемпіонату Румунії. У сезоні 2010/11 років перейшов в оренду до представника Прем'єр-ліги Шотландії ФК «Абердин». Головним чином розглядався як заміна Річарду Фостеру, первинну заявку на роботу якого було відхилено, яку згодом клуб оскаржив. 
15 січня 2011 року оренда чорногорця була продовжена до завершення сезону. Під керівництвом Марка Макгі, а згодом і Крейга Брауна, зіграв у 18 матчах чемпіонату країни, а також брав участь у півфінальних поєдинках кубку країни та кубку шотландської ліги. Оренда Николи завершилася наприкінці сезону 2010/11 років.
Під час зимової перерви сезону 2011/12 років Вуядинович переїхав з Італії до Сербії, де виступав в оренді в складі представника сербської Суперліги ФК «Явор» (Іваниця).
24 червня 2012 року Никола залишив «Удінезе» та підписав 2-річний контракт зі «Штурмом» (Грац), який очолював німець Пітер Гібалла. Дебютував за нову команду 21 липня 2012 року проти чинного чемпіона країни «Ред Булл» (Зальцбург), в якому його команда з Грацу на Меркур Арені поступилася з рахунком 0:2. Дебютним голом в австрійській Бундеслізі відзначився 25 серпня 2012 року у переможному (3:2) домашньому поєдинку проти «Адміра Ваккер Медлінг», де після подачі з кутового у виконанні Харіса Букви встановив рахунок 2:0. Незважаючи на те, що в австрійській команді був гравцем основного складу, у червні 2014 року вирішив покинути клуб.
31 жовтня 2014 рокупідписав 1-річний контракт «Осасуною» з Сегунда Дивізіону, розглядався як заміна травмованому Жордану Лотьйо.
16 липня 2015 року перейшов до «Бейцзін Ентерпрайзес» з Першої ліги чемпіонату Китаю. У пекінському клубі двічі боровся за вихід до Китайської Суперліги, проте в обох випадках команді підвищитися в класі не вдавалося У 2017 році повернувся до «Осасуни», яка на той час виступала в Прімері. Проте за підсумками сезону 2016/17 років команда повернулася до Сегунди.
7 липня 2017 року підписав контракт з польським «Лехом». Дебютував за нову команду 27 липня 2017 року у виїзному поєдинку Ліги Європи проти «Утрехта». Станом на 5 березня 2019 року відіграв за команду з Познані 25 матчів в національному чемпіонаті.

## Виступи за збірну
Протягом 2007–2008 років залучався до складу молодіжної збірної Чорногорії. На молодіжному рівні зіграв у 6 офіційних матчах.

## Статистика виступів

### Статистика клубних виступів
| Сезон             | Команда            | Чемпіонат         | Чемпіонат | Чемпіонат | Національний кубок | Національний кубок | Національний кубок | Єврокубки | Єврокубки | Єврокубки | Інші змагання | Інші змагання | Інші змагання | Усього | Усього |
| Сезон             | Команда            | Ліга              | Ігор      | Голів     | Ліга               | Ігор               | Голів              | Ліга      | Ігор      | Голів     | Ліга          | Ігор          | Голів         | Ігор   | Голів  |
| ----------------- | ------------------ | ----------------- | --------- | --------- | ------------------ | ------------------ | ------------------ | --------- | --------- | --------- | ------------- | ------------- | ------------- | ------ | ------ |
| 2004–05           | «Црвена Звезда»    | CC                | 21        | 0         | КС                 | 0                  | 0                  | -         | -         | -         | -             | -             | -             | 1      | 0      |
| 2005–06           | «Зета»             | ПЛ                | 22        | 1         | -                  | -                  | -                  | -         | -         | -         | -             | -             | -             | 10     | 1      |
| 2006–07           | «Раднички» (Пирот) | CC                | 25        | 0         | -                  | -                  | -                  | -         | -         | -         | -             | -             | -             | 14     | 0      |
| 2007–08           | ЦСКА (Софія)       | A                 | 24        | 1         | КБ                 | 0                  | 0                  | -         | -         | -         | -             | -             | -             | 18     | 1      |
| 2008–09           | «Удінезе»          | A                 | 0         | 0         | КІ                 | 0                  | 0                  | КУЄФА     | 0         | 0         | -             | -             | -             | 0      | 0      |
| Усього за кар'єру | Усього за кар'єру  | Усього за кар'єру | 92        | 2         |                    | 0                  | 0                  |           | 0         | 0         |               |               |               | 92     | 2      |

## Досягнення
ЦСКА (Софія)
- Професіональна футбольна група А
  -  Чемпіон (1): 2007/08